# Haplopogon bullatus
Haplopogon bullatus là một loài ruồi trong họ Asilidae. Haplopogon bullatus được Bromley miêu tả năm 1934. Loài này phân bố ở vùng Tân Bắc giới.